# Юрматы (хоккейный клуб)
«Юрматы́» (баш. Юрматы) — российский хоккейный клуб из города Салавата. Команда расформирована весной 2011 года.

## История
В 2007 году был построен ледовый дворец СКК «Салават» на 1350 зрителей. В 2008 году было принято решение о создании хоккейной команды «Юрматы». Команда была создана как филиал резерва «СКА». Спонсором стал «Салаватнефтеоргсинтез». Также была создана детская команда 2000 года рождения.
Команда была названа «Юрматы» в честь предков, которые жили на территории города. После начала стройки Салаватнефтеоргсинтеза все Юрматинцы были переселены в города Ишимбай, Стерлитамак.
Генеральный спонсор клуба — ОАО «Салаватнефтеоргсинтез» — крупнейший в Европе нефтехимический комбинат. На логотипе команды изображена птица Сапсан. В сезоне 2008/09 году «Юрматы» выступал во второй лиге зоны «Урал — Западная Сибирь». С выходом в первую лигу обновился состав игроков. «Юрматы» являлась одной из сильнейших команд в первой лиге региона «Поволжья».

## Достижения
- Победитель регулярного чемпионата России (2010)
- Чемпион России в Первой лиге региона «Поволжье» 2009-10
- Победитель регулярного чемпионата России (2011)